# Tomáš Souček
Tomáš Souček (* 27. Februar 1995 in Havlíčkův Brod) ist ein tschechischer Fußballspieler, der für den englischen Erstligisten West Ham United spielt.

## Vereinskarriere
Souček stammt aus der Jugend von Slavia Prag und wurde 2015 an Viktoria Žižkov ausgeliehen. Er debütierte am 8. März 2015 bei einer 1:2-Heimniederlage von Viktoria Žižkov gegen den FC Fastav Zlín im Profifußball. Sein erstes Treffer erzielte er am 16. August 2015 beim 4:0-Heimsieg von Slavia Prag gegen den FC Vysočina Jihlava.
Souček setzte sich 2015 in der ersten Mannschaft von Slavia Prag durch und bestritt 29 von 30 Ligaspielen in der ersten tschechischen Liga 2015/16. In der Saison 2016/17 verlor er seine Position in der ersten Mannschaft jedoch und Souček spielte zwischen September und Dezember 2016 nur 93 Minuten in drei Monaten. Er wurde deshalb im Winter an Slovan Liberec ausgeliehen.
Am 9. Mai 2018 spielte er mit Slavia Prag das Finale des tschechischen Pokals 2017/18 gegen den FK Jablonec. Hier konnte er seinen ersten Titel gewinnen. Im folgenden Jahr wurde er erstmals tschechischer Meister als bedeutende Stütze des Teams.
Am 29. Januar 2020 schloss sich Souček dem Premier-League-Team West Ham United im Rahmen eines Leihvertrags bis zum Ende der Saison 2019/20 an, mit der Option, den Transfer im Sommer dauerhaft zu machen. Ende Juli 2020 verkündete West Ham United Součeks „dauerhafte“ Verpflichtung für vier Jahre und eine Ablösesumme von 21 Millionen Pfund.

## Nationalmannschaft
Nachdem er die Tschechische Republik in mehreren Jugendauswahlen vertreten hatte, gab er am 15. November 2016 in einem Freundschaftsspiel gegen Dänemark sein Debüt für die A-Nationalmannschaft. Er war in allen drei Spielen der tschechischen U21-Mannschaft der U21-Europameisterschaft 2017 vertreten.
Er machte sein erstes Pflichtspiel für die A-Mannschaft am 10. Juni 2017 gegen Norwegen in der Qualifikation zur WM 2018.
Bei der Europameisterschaft 2021 stand er im tschechischen Aufgebot, das im Viertelfinale gegen Dänemark ausschied.

## Erfolge
- 2019: Tschechischer Meister
- 2018, 2019: Tschechischer Pokalsieger
- 2019, 2020: Fußballer des Jahres (Tschechien)